# Меша
Ме́ша (Меса́, лат. Mesa) — моавитский царь, упоминаемый в Библии (4Цар. 3:4), от которого сохранилась большая надпись — один из древнейших (IX в. до н. э.) и важнейших памятников семитской эпиграфики, открытый немецким миссионером Клейном в 1868 г. в Дибане (библейский Дибон), местности к востоку от Мёртвого моря, в области древнего Моава. С 1958 года известна надпись из Эль-Керак, которая предположительно тоже относится к царю Меша.

## Стела Меша

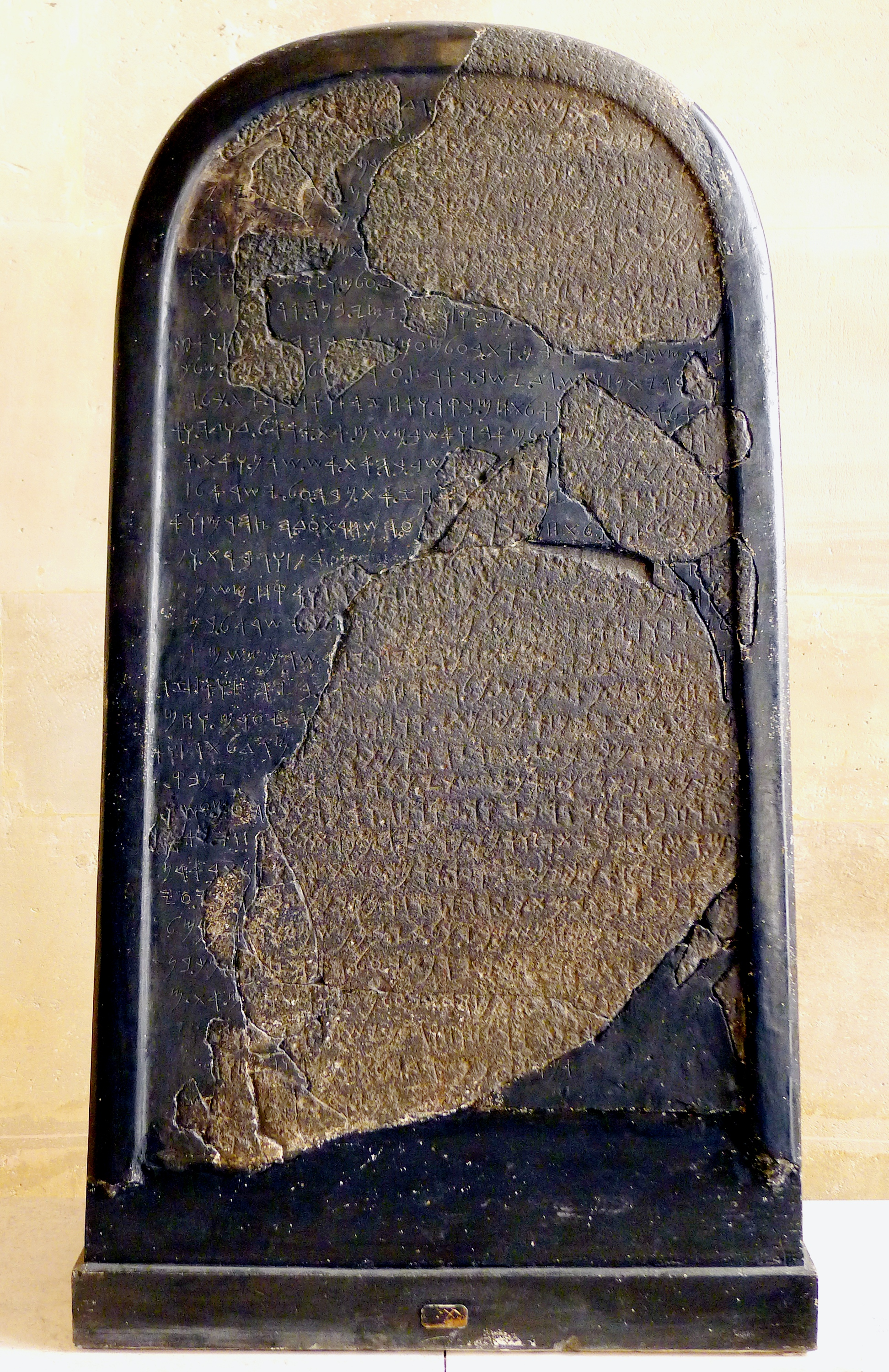
Стела Меша, ок. 840 г. до н. э. Лувр

Соперничество немцев и французов привело к тому, что бедуины разбили камень на части и поделили между собой, полагая, что он обладает чудесными свойствами, приносящими счастье владельцу. Драгоману французского консульства Клермону-Ганно, а затем английскому капитану Воррену с большим трудом и за большую сумму удалось приобрести у бедуинов несколько крупных и множество мелких фрагментов камня. С помощью эстампажа, снятого по его поручению одним арабом до разрушения камня, Клермону-Ганно удалось соединить разрозненные фрагменты, восстановить и разобрать большую часть надписи. Его издание «La stèle de Mésa, roi de Moab» (П., 1870) вызвало целую литературу; благодаря совокупным усилиям знаменитейших семитологов новейшего времени надпись была тщательно и всесторонне исследована, и за ней признано первое место в ряду древнесемитских надписей.
В настоящее время надпись Меша (так называемая «стела Меша») находится в Лувре; она высечена на чёрном базальте и имеет 34 строки. В историческом отношении надпись Меше, бросая яркий свет на взаимные отношения Израиля и Моава около середины IX века до н. э., представляет важнейший документальный источник до-пленной эпохи израильской истории, дополняющий и подтверждающий библейское повествование. В филологическом отношении надпись Меше является наилучшим известным до сих пор памятником моавитского языка. Надпись из Эль-Керак слишком фрагментарна. В палеографическом отношении надпись Меше представляет одну из древних форм семитского алфавита.

## Жизнеописание Меши
В дошедшей до нас части Меши повествует о своих войнах с Израилем, о своих победах, о завоевании израильских городов Атарофа, Нево и Иассы, о своих постройках, сооружениях и прочих деяниях. Как видно из упомянутых в надписи городов и местностей, большая часть которых встречается и в Ветхом Завете, Меша завоевал для своего народа территорию к северу от Арнона, служившую в течение многих веков предметом спора между Израилем и Моавом; он является, таким образом, восстановителем древних границ Моава и замечательнейшим из известных нам моавитских царей.
Успехи Меша вызвали против него коалицию из израильского царя Иорама, иудейского — Иосафата и подчинённого последнему наместника Эдома (Идумеи). Об этом, равно как и о дальнейшей судьбе Меша, мы узнаем из Библии (4Цар. 3:4); союзники обогнули Мёртвое море с юга и, пройдя Эдомитскую пустыню, вторглись в Моавию с наименее защищённой стороны; разбив на границе моавитян, они предали страну страшному опустошению и заперли Меше в горной крепости Кир-Харешете. Доведённый до крайности, Меша сделал попытку пробиться с отборным отрядом, но неудачно; не видя ниоткуда спасения, он взял сына своего, первенца и наследника престола, и на стене крепости, перед глазами осаждённых и осаждающих, принёс его в жертву Хамосу, верховному богу Моава, чтоб умилостивить его гнев. Из рассказа Библии не ясно, что произошло вслед за этим; там говорится только об отступлении союзников и снятии осады.
Отсутствие в надписи упоминания об этой экспедиции служило главным основанием, заставлявшим учёных относить время сооружения этого памятника к царствованию Охозии или к первым годам Иорама, то есть ко времени, предшествовавшему упомянутой в Библии экспедиции. Это мнение, высказанное уже первыми исследователями надписи, господствует в науке и до сих пор. Но в новейшее время Клермон-Ганно обратил внимание на то, что реставрированная им стела Меше в её нынешнем виде, имея приблизительно ту же самую ширину и толщину, как и находящиеся в том же Луврском музее египетские и ассирийские стелы, значительно ниже их, то есть представляет, может быть, только верхнюю часть стелы, которая в первоначальном её виде должна была быть вдвое выше.
В несохранившейся части надписи могло, таким образом, заключаться повествование о походе против Меше союзных царей, что подтверждается следующим:
- 1) название «Высота Спасения», которое Меше дал воздвигнутому им в честь Хамоса памятнику, содержит прямой намёк на осаду союзниками Кир-Харешета и спасение Меше от грозившей ему погибели;
- 2) на те же факты указывают и приведённые в надписи мотивы этого сооружения: «я воздвиг высоту эту в честь Хамоса в Кархо [Кархо (точное чтение этого слова неизвестно) — цитадель Дибона, столицы Меше], Высоту Спасения, ибо он (то есть Хамос) спас меня от всех царей (по другому чтению — „врагов“) и дал мне наслаждение видеть гибель всех моих ненавистников»;
- 3) указанные в первых двух пунктах название и мотивы сооружения воздвигнутого Меше памятника решительно противоречат всему содержанию сохранившейся части надписи, которая повествует только о победах и завоеваниях и ничего не говорит о спасении Меше от великой угрожавшей ему опасности.